# Bredviken, Luleå
Bredviken är en stadsdel i Luleå som ligger på ön Hertsön. 
Efter att Skurholmen inkorporerats i Luleå stad på 1930-talet uppstod spridd bebyggelse på gränsen till staden i Nederluleå landskommun. 1945 upprättades en byggnadsplan av länsstyrelsen och området kallades då Bredvik. Den 1 januari 1959 införlivades Bredvik i Luleå stad, och en stadsplan togs fram och fastställdes 1960. Under 1960-talet tillkom den nuvarande stadsdelens villabebyggelse. I stadsdelens norra och östra områden finns delområdena Knöppelåsen, Fridhem och Kvarnbäcken. Bredviken tillhörde förr Hertsö by.
Fridhemsområdet köptes upp av kommunen från privatpersoner i början av 1970-talet, och en stadsplan för området med 38 tomter fastställdes 1975. Fridhem låg inom Luleå stads gränser före både Bredviken och Skurholmens inkorporering i staden. Området i staden före 1959 kallades för Stadshertsön.
Kvarnbäcken fick sin stadsplan fastställd 1968.
Luleå kommun räknar Bredviken och Knöppelåsen som del av stadsdelen Skurholmen medan Kvarnbäcken ingår i stadsdelen Lerbäcken.

## Kommunikationer
Bredviken trafikeras av Luleå lokaltrafiks (LLT) busslinjer 1, 5 och 15. Utöver detta tillkommer ett antal direktlinjer samt nattbuss.